# Szentantalfa
Szentantalfa è un comune dell'Ungheria di 416 abitanti (dati 2001). È situato nella contea di Veszprém.